# Хауард (округ, Айова)
Хауард, также Го́вард (англ. Howard County) — округ в США, штате Айова. На 2000 год численность населения составляла 9934 человек. По оценке бюро переписи населения США в 2009 году население округа составляло 9410 человек. Окружным центром является город Креско.

## История
Округ Хауард был сформирован 15 января 1851 года. Был назван в честь Тилгмана Ховарда, представителя штата Индиана.

## География
Согласно данным Бюро переписи населения США площадь округа Хауард составляет 1226 км².

### Основные шоссе
- Шоссе 63
- Автострада 9
- Автострада 139

### Соседние округа
- Мауэр, Миннесота  (северо-запад)
- Филмор, Миннесота  (север)
- Уиннешик  (восток)
- Чикасо  (юг)
- Митчелл  (запад)
- Флойд  (юго-запад)

## Демография
По данным переписи населения 2000 года в округе проживало 9934 жителей. Среди них 23,7 % составляли дети до 18 лет, 20,3 % люди возрастом более 65 лет. 50,2 % населения составляли женщины.
Национальный состав был следующим: 99,0 % белых, 0,2 % афроамериканцев, 0,2 % представителей коренных народов, 0,2 % азиатов, 1,1 % латиноамериканцев. 0,5 % населения являлись представителями двух или более рас.
Средний доход на душу населения в округе составлял $17842. 11,1 % населения имело доход ниже прожиточного минимума. Средний доход на домохозяйство составлял $42318.
Также 79,3 % взрослого населения имело законченное среднее образование, а 12,6 % имело высшее образование.